# دارلین دی سوزا
دارلین دی سوزا (انگلیسی: Darlene de Souza؛ زادهٔ ۱۱ ژانویهٔ ۱۹۹۰) بازیکن فوتبال اهل برزیل است.

وی همچنین در تیم ملی فوتبال زنان برزیل بازی کرده‌است.
وی در مسابقات کشوری و بین‌المللی در مجموع برندهٔ ۱ مدال طلا شده‌است.